# NGC 5377
NGC 5377 este o galaxie activă situată în constelația Câinii de Vânătoare. A fost descoperită în 12 mai 1787 de către William Herschel. Se află la o distanță de 26,06 de megaparseci de Pământ.